# BLOOD-C
BLOOD-C（BLOOD-C）于2011年7月7日在日本MBS电视台・TBS电视台开始播放，为《血战》系列的最新作品。漫畫由琴音らんまる所繪，在《月刊少年Ace》連載。
2012年6月2日於日本上映劇場版《Blood-C: The Last Dark》，2013年2月27日發售BD與DVD。

## 劇情簡介
故事一開始以浮島神社的巫女「更衣小夜」作為主角，就讀私立三荊學園二年級的小夜與父親兩人生活在一起，她就和一般的高中生沒什麼兩樣地享受著學校的生活。但另一方面，她也接受父親的指示，執行著只有她才能做的「工作」，那就是狩獵擁有遠遠凌駕於人類之上的力量、並且會吞食人類的魔物「古物」。
隨著劇情的發展古物的入侵越來越頻繁。古物們也對小夜說了一些關於真相的事物。而小夜的記憶也開始產生了變化，但每當記憶稍有恢復時，隔日又立即忘卻。直到參與實驗的演員因為各自的因素破壞實驗，終於使得小夜的記憶恢復。原來小夜也是古物，因為不知名的原因不能殺人，只能吃同為古物的生物。文人為了了解原因，捕獲小夜並設置這場實驗。
在劇場版中，文人也說明自己喜歡小夜，但因為小夜只能吃古物且古物也越來越稀少，擔心小夜之後會餓死。因此做了兩種實驗，一種是將人類改造為古物，另一種則是故意激怒小夜，使小夜殺了他，破解不能殺人的約定，讓小夜再次能吃人肉。

## 登場人物
更衣 小夜
声 - 水树奈奈（日本）；林美秀（台灣）(劇場版)
私立三荊學園的高中二年級學生，雖然平常和同學們一起過着普通的學園生活，但是另一方面，她還要接受父親的命令完成某項“任務”。小夜作爲唯一可以打倒「古物」的人，爲了自己最喜歡的父親，使用浮島神社傳承下來的御神刀獨自戰鬥着。然而實際上不必用什麼神刀，只要能使敵人大量出血的工具，小夜就能發揮她的強大，御神刀純屬神社巫女的假設定。
平時表現得天然而糊塗，待人也非常有禮貌。平常會帶著眼鏡。上學途中喜歡哼著自己改編歌詞的歌，喜歡和狗對視，並總是因為各種瑣事而遲到。
運動神經超群，但卻會在平地上跌倒，本人對這種情況的解讀是＂沒關係，小夜的身體很結實＂。本人的說法是自己與唯芳都不會做菜，所以上學前都會去文人的咖啡廳拿要帶去學校的午餐。
動畫中曾與某人相約「打倒古物，保護大家」的約定，但小夜因失去記憶而無法回想，只要試著回想就會暈倒。最後文人說是因為某人對小夜下暗示，導致小夜無法吃人類，才有「打倒古物，保護人類（大家）」的約定。
喜歡吃文人所製作的Guimauve（法語，指棉花糖）與咖啡。動畫版中文人曾問小夜Guimauve吃起來像甚麼，最後解開謎底為＂吃起來像在吃人類的內臟＂，Guimauve中含有古物的血，咖啡則有加入可消除記憶效用的藥。
實為自古以來食人的異形的同類，但是是喝同類的血維生。身體有著超乎異常的治癒力與體能。
動畫中被文人囚禁並消除記憶成為一般的少女。第11集中被其他人強迫喝下古物的血後喚醒記憶，第12集想起和文人说自身是否会改变「自身會改變（文人）＼不會改變（小夜）」。
於劇場版中，因在動畫版被文人、寧寧、諾諾、優花、時真與香奈子的友情被欺騙，使她在劇場版個性變得冷酷，對文人有仇恨，以為自己是孤獨一人。
於劇場版中，與真奈相遇後，開始改變，使她對真奈與其他人敞開心房。
與文人對戰時，小夜打敗文人，將實現[給勝利者獎勵，給敗者懲處]諾言，文人給小夜的獎勵是吻，並說出【終於能擁抱你】後消失，此時小夜又認為自己又是孤獨一人後在東京裡流浪。
「小夜」為其本名，但「更衣」這個姓氏是假名，有＂更換衣服＂與＂改寫記憶＂（記憶を書き換える，因這句是香奈子在神社的倉庫面前對小夜說，而倉庫中的書籍中記載古物的內容都是假的，所以有＂記憶跟書都被替換＂的意義。）兩種含意，也是文人的惡趣味。
更衣 唯芳
声 - 藤原啓治
浮島神社的神主，小夜的父親，寵愛女兒，有著去世的妻子曾是和古物戰鬥的神社巫女的設定，能透過八卦占卜古物的存在與蹤跡。負責保管御神刀。
文人雇用的演員，實質上並非小夜生父，為古物和人類的混血種，有著兩種類的變化形。最後被文人以小夜的血給操縱而和小夜戰鬥而喪命，並表示自己對小夜具有真實的父女之情。
於劇場版中，被小夜說並非自己的親身父親，但如自己的親身女兒般照顧著。
七原 文人
声 - 野島健兒（日本）；劉傑（台灣）（劇場版）
鎮上唯一的咖啡店Guimauve（ギモーブ，源自於法語，意義為棉花糖）的店主。是唯芳的同高中的前輩與晚輩關係，也經常照顧更衣父女的生活。年約20多歲。
真實身分是創造"小鎮"、捏造小夜身分與記憶的計劃人，清楚知道關於日本政府秘藏的文件，和古物間名為＂朱食免＂（しゅじきめん）的契約，為求自己免於成為＂朱食免＂中的＂祭品＂才捕獲小夜。
至今襲擊來的古物皆是文人用小夜的血操控的。給小夜吃的Guimauve摻有古物的血，咖啡則加入了可消除記憶的藥。
看似溫柔和善，但實際上城府極深、喜怒不形於色，殺伐決斷毫不留情，對於違約的演員一概殺掉，一般演員更沒有放在眼裡。
劇場版中為〈塔〉的首領，打算利用在浮島地區所得到的實驗結果，在東京進行新的實驗。
小夜对他来说是非常特别的存在。
被小夜打敗後，給予勝者小夜吻後，隨之消失。
網埜 優花
声 - 浅野真澄（日本）；張乃文（台灣）（劇場版）
小夜的同學，身材高挑、性格成熟，作為負責揶揄小夜天然個性的吐槽役角色。
文人計畫的主要參與人，目的是成為政治家，所以才假扮成高中生，實際上年齡比高中生大許多。最後和文人一起離開毀滅的城鎮，她也是所有演員中唯一的倖存者。
劇場版中設定優花為28歲，為文人的秘書。
文人死去一年半後如願以償出任東京都知事。
求衛 諾諾、求衛 寧寧
声 - 福圓美里
小夜的同學，雙胞胎姊妹，總是圍繞著小夜嬉戲，性格輕浮。認為村子過於寧靜無趣，無時無刻都在尋求娛樂。
兩人都會把瀏海綁成三股辮，面對雙胞胎時瀏海往右分的是寧寧，往左分的是諾諾。
動畫第5集寧寧去探望在家休養的小夜，卻被出現在神社的古物殺死。第6集諾諾則是被古物的絲抓住，進而操縱諾諾的影子殺死其他人，雖然絲被小夜砍斷但已經為時已晚。在第10集時兩人再度出現。
動畫第11集時兩人向小夜說明「更衣」的意義，並拿出鈴鐺說明為何兩人遭受古物襲擊卻仍能出現在小夜面前。
文人計畫的主要參與人，兩人希望能消去犯罪紀錄而參加此計畫，最後耐不住性子而違約，被文人操縱的古物殺死。被文人發現時將責任撇的一乾二淨，在逃亡中並不會向對方出手相救，也可看出姐妹兩人其實性格自私感情也相當不好。
於劇場版中，出現在小夜的惡夢裡，使小夜懼怕。
鞆總 逸樹
声 - 阿部敦
小夜班中的委員長，對小夜有好感。對於小夜的遲鈍感到無奈。
文人計畫的主要參與人，但並不僅止於演戲，真誠對待小夜，最後逃亡時為保護小夜而慘遭射殺致死。
於劇場版中，殯說出他其實是サーラット的成員，為了調查浮島的現況而來，但在任務期間，對小夜有好感。
時真 慎一郎
声 - 鈴木達央
與小夜同班，沉默寡言的同學，並不時對小夜表示出興趣。在動畫第9集向小夜告白。
文人計畫的主要參與人，動畫第11集中的冷漠與鄙視的態度和演戲中對小夜充滿好奇的態度大相逕庭，最後受不了這場鬧劇，想趕快拿錢走人，而違反約定，拿出裝有古物的血的試管瓶強迫小夜喝下，最後被文人操縱的古物殺死。
於劇場版中，出現在小夜的惡夢裡，使小夜懼怕。
筒鳥 香奈子
声 - 宮川美保
小夜的班導，理科教師。在男同學間有高人氣的知性美女。
文人計畫的主要參與人，原為民俗學者，希望保住在學界的一席之地，想盡快將小夜的事在學界發表，於是夥同寧寧、諾諾、時真等人計畫喚醒小夜的記憶。被文人發現後，使喚古物要殺死她，被小夜給阻止，要逃走時向小夜的父親求援，但因沒料到唯芳受制於文人，慘死於唯芳手下。
於劇場版中，出現在小夜的惡夢裡，使小夜懼怕。
犬
声 - 福山潤
外表為身形像貓的棕色小狗，會說人話，自稱是願望商店的店主的神祕動物，小夜在被文人抓住前向他許願能維持自我，並實現了該願望。
在劇場版中揭曉實為四月一日君尋之化身。

### 劇場版登場人物
殯 藏人
声 - 神谷浩史（日本）；梁興昌（台灣）
受歡迎的創業企業IT企業「シスネット」的代表。過去由於與文人來往的時候的受傷過著坐輪椅的生活。對文人懷有敵意。
其真實身分為以肉身保存"朱食免"的代代守護者其一，文人則是控制朱食免的人，對文人的敵對是為了讓塔能獲得世界所做的偽裝。
最後因為長期被文人藐視而刺殺文人腹部，而被文人以裝有小夜的血的試管瓶刺入眼睛，以此為開啟朱食免的鑰匙，並被自己體內的朱食免吞噬。
柊 真奈
声 - 橋本愛（日本）；雷碧文（台灣）
都内的私立十字（つじ）學園女子高中生。17歳。サーラット所属、尋找失蹤的父親，因在電車上被古物襲擊並被小夜所救，因此認識小夜。其實為集團中兩位駭客之一，僅用手機就破解了學園的電子鎖。
於劇場版中，對小夜真心想當她朋友。
其父親因為想採7th heaven而蒐集相關資料，並得知古物此生物，父親前往後卻因此失蹤。最後是文人告訴小夜，真奈的父親被當作古物的實驗體，小夜在東京都的電車上砍殺的古物就是真奈的父親。
一年半後，相信小夜還會出現在她眼前。
松尾 伊織
声 - 中村悠一（日本）；李景唐（台灣）
19歳的大學生。擔任著車的駕駛。喜歡矢薙春乃。
最後兩人一同經營咖啡館並訂婚。
藤村 駿
声 - 梶裕貴（日本）；劉傑（台灣）
真奈的原同班同學，18歲。松尾高中的前輩晚輩的關係。
似乎對於小夜的美貌很有興趣。
月山 比呂
声 - 花澤香菜（日本）；石采薇（台灣）
13歳。天才駭客少女，擁有高超技術，不僅用手也可以用腳趾輸入鍵盤。サーラット内被稱為「月ちゃん」。
其在劇中提到自己的駭客技術都是真奈所教。
矢薙 春乃
声 - 甲斐田裕子（日本）；張乃文（台灣）
殯的秘書。24歳。サーラット成員的統一協調人。
最後與松尾訂婚。
九頭
声 - 諏訪部順一（日本）；梁興昌（台灣）
是從很早以前為七原家服侍的門第的出來、〈塔〉的實行部隊指揮官。
最後藉由文人所開發的符，澆以自身的血變成古物，被小夜殺掉。
四月一日君尋
聲 －福山潤（日本）；李景唐（台灣）
為CLAMP的作品xxxHOLiC作品之男主角。為實現願望來到小夜身邊。
動畫中以狗的形體出現，而在劇場版是以四月一日君尋本人出現。
提供小夜使用日本刀的人。

## 制作人员
- 原作：Production I.G／CLAMP
- 人物设定原案：CLAMP
- 原作監修：藤咲淳一
- 監督：水島努[6]
- 系列構成：大川七瀨（CLAMP）
- 劇本：大川七瀨、藤咲淳一
- 人物设計：黄瀨和哉
- 總作畫監督：後藤隆幸
- 概念設計：鹽谷直義
- 美術設計：金平和茂
- 古物設計：篠田知宏
- 製作設計：幸田直子
- 美術監督：小倉宏昌
- 色彩設計：境成美
- 3DCGI：塚本倫基
- 特殊効果：村上正博
- 攝影監督：荒井栄児
- 剪接：植松淳一
- 音響監督：岩浪美和
- 音響製作：
- 音樂：佐藤直紀
- 音樂制作：Aniplex
- 动画製作：Production I.G
- 製作：BLOOD-C TV製作委員会

## 主题曲
片頭曲「spiral」
歌 - DUSTZ
片尾曲「純潔パラドックス」
作詞・歌 - 水樹奈奈/ 作曲 - 吉木繪里子 / 編曲 - 陶山隼p

## 各话列表
| 話數     | 日文標題 | 中文標題     | 劇本              | 分鏡     | 演出       | 作畫監督                                |
| -------- | -------- | ------------ | ----------------- | -------- | ---------- | --------------------------------------- |
| 第一話   |          | 天空中刮的風 | 大川七瀨 藤咲淳一 | 水島努   | 水島努     | 後藤隆幸                                |
| 第二話   |          | 為了你       | 大川七瀨 藤咲淳一 | 日色如夏 | 日色如夏   | 頂真司                                  |
| 第三話   |          | 人又如何     | 大川七瀨 藤咲淳一 | 畑博之   | 畑博之     | 石川真理子 植田實                       |
| 第四話   |          | 哀嘆之名     | 大川七瀨 藤咲淳一 | 新留俊哉 | 羽多野浩平 | 福世孝明                                |
| 第五話   |          | 久別重逢     | 大川七瀨 藤咲淳一 | 山本靖貴 | 山本靖貴   | 渡邊純子                                |
| 第六話   |          | 哀悼之風     | 大川七瀨 藤咲淳一 | 濱名孝行 | 濱名孝行   | 宮川智惠子                              |
| 第七話   |          | 拒絕接受     | 大川七瀨 藤咲淳一 | 高林久彌 | 高林久彌   | 鷲田敏彌 永島明子                       |
| 第八話   |          | 人世間       | 大川七瀨 藤咲淳一 | 畑博之   | 畑博之     | 河野真貴 植田實                         |
| 第九話   |          | 對心而言     | 大川七瀨 藤咲淳一 | 日色如夏 | 日色如夏   | 頂真司 片桐貴悠                         |
| 第十話   |          | 風過之後     | 大川七瀨 藤咲淳一 | 濱名孝行 | 京極義昭   | 小谷杏子 熊田明子 森田史                |
| 第十一話 |          | 究竟是誰     | 大川七瀨 藤咲淳一 | 山本靖貴 | 小林敦     | 渡邊純子 宮川智惠子                     |
| 第十二話 |          | 永不相忘     | 大川七瀨 藤咲淳一 | 水島努   | 水島努     | 永島明子、中野りょうこ 頂真司、後藤隆幸 |

## 播放电视台
日本深夜動畫：下文記載的日本国内播放時間使用日本標準時間（UTC+9）表示。因為部分時間标识會採用30小时制，因此請留意这类超过24:00的时间，其實際播放時間為翌日清晨。
| 放送地域   | 放送局              | 放送期間               | 放送日時                 | 備考   |
| ---------- | ------------------- | ---------------------- | ------------------------ | ------ |
| 近畿廣域圏 | 每日放送（MBS）     | 2011年7月7日 - 9月29日 | 木曜 25時40分 - 26時10分 | 制作局 |
| 關東廣域圏 | TBS电视             | 2011年7月8日 -         | 金曜 25時55分 - 26時25分 |        |
| 中京廣域圏 | 中部日本放送（CBC） | 2011年7月13日 -        | 水曜 26時00分 - 26時30分 |        |

## 劇場版
電影《Blood-C: The Last Dark》于2012年6月2日上映。由Production I.G動畫製作，松竹國際發行。日本映倫評級為PG12。
在電影版中，延續了電視動畫版中的黑幕陰謀事件完結後的故事，與之獨立成篇。
本來《BLOOD-C》的企劃中發展初期，曾考慮過以電影或以OVA兩種方式延續故事。之後，經CLAMP參與後決定了實際內容，決定以電視動畫版，後接電影版來發展。本作電視動畫版播出时就传出了電影版的消息，到了電視動畫版最後一集完結時公開電影版正式上映日期。
本片是日本文化廳自2011年啟動文化振興政策的「國際共同電影製作支援事業」中，啟動第一年的製作支援對象作品之一，由日本政府注資5千萬日元的補助金開拍。
本片為2012年第16屆加拿大蒙特利爾幻想電影節，及第16屆韓國富川國際奇幻電影節參展作品。並獲得蒙特婁奇幻影展歐羅巴幻想曲獎。

### 劇情簡介
－復仇之地  被鮮血染紅的東京－
201X年，冬天。小夜因七原文人的實驗遭信任的親友背叛，失去所有的她為了對文人展開復仇而前往東京，但她卻不曉得東京正受到文人和其所屬的秘密組織「塔」所控制，文人更藉由在浮島所獲的數據，暗地進行某種實驗。同時在半年後，東京都以半強硬的方式通過＂青少年成長保護條例＂，因此未成年者受到嚴格的規範與限制。
某天晚上，東京地下鐵一台行駛中的電車車廂中，其中一位乘客變成了「古物」，並獵食其他的乘客作為食物。在陷入恐慌中的車廂內，發誓要向文人復仇的小夜也在那電車車廂內，與古物戰鬥的小夜拯救了被「古物」襲擊的少女柊真奈，於此與文人的對抗就此展開，他們能否衝破文人處心積慮設下的惡毒計謀？而這場危機四伏的戰役何時才會結束？小夜與真奈又是否能尋得屬於他們的自由人生？

### 工作人員
- 原作：Production I.G/CLAMP
- 導演：鹽谷直義
- 編劇：大川七瀨、藤咲淳一
- 角色原案 - CLAMP
- 角色設計、總作畫指導：黄瀨和哉
- 動畫製作：Production I.G
- 國際發行：松竹株式會社

### 主题曲
片頭曲「METRO BAROQUE」
作詞・歌 - 水樹奈奈/ 作曲 - やしきん / 編曲 - 中山真斗

## 出版書籍

### 漫畫
BLOOD‐C 血戰C
本作是將電視動畫與劇場版連在一起所描繪出來的故事。第1卷到第3卷改編自TV系列、第4卷為劇場版的漫畫化。
| 冊數 | 角川書店       | 角川書店               | 台灣角川      | 台灣角川              |
| 冊數 | 發售日期       | ISBN                   | 發售日期      | ISBN                  |
| ---- | -------------- | ---------------------- | ------------- | --------------------- |
| 1    | 2011年7月22日  | ISBN 978-4-04-715754-5 | 2012年6月1日  | ISBN 978-986-287725-8 |
| 2    | 2011年12月17日 | ISBN 978-4-04-120047-6 | 2012年9月5日  | ISBN 978-986-287917-7 |
| 3    | 2012年5月23日  | ISBN 978-4-04-120235-7 | 2014年1月15日 | ISBN 978-986-325681-6 |
| 4    | 2012年11月21日 | ISBN 978-4-04-120499-3 | 2014年4月25日 | ISBN 978-986-325911-4 |

BLOOD‐C 十六夜鬼譚
本作為本傳的前日譚。
| 冊數 | 角川書店       | 角川書店               | 長鴻出版社    | 長鴻出版社           |
| 冊數 | 發售日期       | ISBN                   | 發售日期      | EAN                  |
| ---- | -------------- | ---------------------- | ------------- | -------------------- |
| 壱   | 2011年12月26日 | ISBN 978-4-04-120048-3 | 2013年2月27日 | EAN 471-5409-85629-0 |
| 弐   | 2012年5月26日  | ISBN 978-4-04-120277-7 | 2013年3月19日 | EAN 471-5409-85696-2 |

### 小說
作者皆為藤咲淳一，插畫由CLAMP負責。
BLOOD‐C（動畫版小說化）
2011年9月30日發售、ISBN 978-4-04-394477-4
BLOOD‐C The Last Dark（劇場版小說化）
2012年5月31日發售、ISBN 978-4-04-100300-8